# C/2014 R3 (PANSTARRS)
C/2014 R3 (PANSTARRS) — одна з довгоперіодичних комет. Ця комета була відкрита 6 вересня 2014 року; вона мала 20.1m на час відкриття.